# Centrale unitaire des travailleurs du Chili
Pour les articles homonymes, voir CUT.

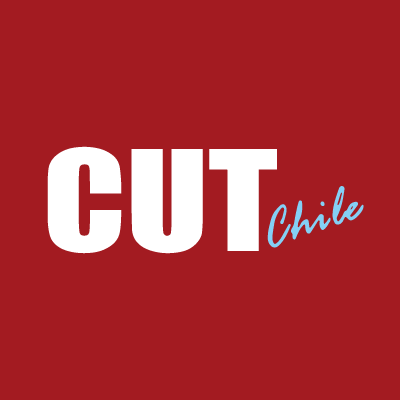
Logo officiel de la CUT, 2017

La Central Unitaria de Trabajadores de Chile (CUT - Centrale unitaire des travailleurs du Chili) est une centrale syndicale chilienne fondée en 1988. Elle est affiliée à la Confédération syndicale internationale.